# Georges Lang
Georges Lang (... – 1959) è stato un calciatore svizzero, di ruolo attaccante.

## Carriera
Già nel 1907 e nel 1908 giocò 2 gare per il Torino in Palla Dapples. In seguito si trasferì definitivamente alla squadra granata con cui segnò in totale 22 reti in 16 apparizioni fra tutte le competizioni.